# سیارک ۹۶۶۲۳
سیارک ۹۶۶۲۳ (به انگلیسی: 96623 Leani، نامگذاری:1999ET4) نود و شش هزار و ششصد و بیست و سومین سیارک کشف شده‌است که در ۱۴ مارس ۱۹۹۹ کشف شد.